# Asplenium mannii
Asplenium mannii är en svartbräkenväxtart som beskrevs av William Jackson Hooker. Asplenium mannii ingår i släktet Asplenium och familjen Aspleniaceae. Inga underarter finns listade.